# قرض‌کنندگان
قرض‌کنندگان (به انگلیسی: The Borrowers) این فیلم محصول مشترک ایالات متحده آمریکا بریتانیا در سال ۱۹۹۷ در ژانر کمدی، خانوادگی و فانتزی است که پیتر هویت، آن را کارگردانی کرده و بر اساس رمانی با همین نام به نویسندگی ماری نرتن ساخته شده‌است. جان گودمن، برادلی پیرز، جیم برودبنت و سلیا ایمری در این فیلم بازی کرده‌اند.
این فیلم در سال ۱۹۹۸ نامزد جایزه بفتا برای بهترین فیلم سال بریتانیایی شد اما به فیلم نکبت به کارگردانی گری اولدمن رسید.

## خلاصه داستان
خانواده‌ای متشکل از انسانها چهار اینچی که در میان دیوارهای یک خانه زندگی می‌کنند، مجبور هستند از خانه خود در برابر یک مشاور املاک شرور محافظت کنند…

## بازیگران
- جان گودمن
- برادلی پیرز
- جیم برودبنت
- سلیا ایمری
- تام فلتون
- فلورا نیوبیگین
- مارک ویلیامز
- ریموند پیکارد
- هیو لوری
- رابی وکس
- ادن گیلت
- باب گودی
- دون مکیچان